# مدينة دوجيانغيان
مدينة دوجيانغيان (بالصينية: 都江堰市) هي مدينة على مستوى مقاطعة، في الصين، تقع في تشنغدو، بلغ عدد سكانها 671,200 نسمة وذلك حسب إحصائيات سنة 2014، تبلغ مساحتها 1,208 كيلومتر مربع، رمزها البريدي هو 611830.

## مدن توأم
المدن التوأم:
- أوتاكي، هیروشیما.

## التقسيمات الإدارية
- Liujie Town  [لغات أخرى]‏
- Qingchengshan Town  [لغات أخرى]‏.